# Repor
Repor es un programa de televisión, emitido en España por la televisión pública Televisión Española. Se emite semanalmente en el canal 24 horas.

## Contenido
Repor es un programa de producción propia de los Servicios Informativos de TVE que elabora reportajes con contenidos sociales, de denuncia o retratos y situaciones de la vida cotidiana. 

## Equipo
El equipo de Repor está formado por:
- Sara Boldú (ayudante de realización)
- Carlos Enrique (redactor y subdirector)
- Glòria Espelleta (redactora)
- Cristina Fernández (redactora)
- Gemma Gimeno (redactora)
- Anna Grimau (redactora)
- Estíbaliz Orellana (productora)
- Núria Ramírez (redactora)
- Ignacio Rodríguez (director)
- Virginia Solà (redactora)

Ex Repor
- Almudena Ariza
- Belén Alonso
- Vanesa Benedicto
- Tere Borque
- Marta Càceres
- Santi Hernández
- Eva Marín
- Valeria Milara
- Vicenç Sanclemente
- Anna Solana
- Gemma Soriano
- Amelia Tabernero
- Cesc Tomàs
- Daniel Usarralde